# Железница (община Кратово)
Вижте пояснителната страница за други значения на Железница.
Железница (на македонска литературна норма: Железница) е село в североизточната част на Северна Македония, община Кратово.

## География
Железница е селце разположено е на около 3 км северозападно от Кратово. Средната му надморска височина е 604 м. Селото е в близост на главния път свързващ Кратово и Куманово.

## История
Името си селото дължи на железните рудници разпространени в целия район и използвани от най-древни времена.
В османски данъчни регистри на немюсюлманското население от вилаета Кратова от 1618-1619 година селото е отбелязано под името Железниче с 16 джизие ханета (домакинства). Списък на селищата и на немюсюлманските домакинства в същия вилает от 1637 година сочи 5 джизие ханета в Железниче.
В XIX век Железница е изцяло българско село в Кратовска кааза на Османската империя. Според статистиката на Васил Кънчов („Македония. Етнография и статистика“) от 1900 г. Желѣзница има 300 жители, всички българи християни.
В началото на XX век население на селото са под върховенството на Българската екзархия. По данни на секретаря на екзархията Димитър Мишев („La Macédoine et sa Population Chrétienne“) през 1905 година в Железница (Jeleznitza) има 240 българи екзархисти.

## Личности
Родени в Железница
- Данчо, български революционер от ВМОРО, четник на Йордан Спасов[5]
- Ефрем Георгиев, български революционер, четник на Дончо Ангелов в 1915 година[6]
- Тоне Железнички, български революционер, деец на ВМОРО, войвода на чета по време на Илинденско-Преображенското въстание, с която отива на помощ на войводата Григор Манасиев и се сражава с войска в местността Петроко в Плавица. След въстанието участва в канал за пренос на оръжие и материали от България за Македония.[7]